# 紀元前505年
紀元前505年（きげんぜんごひゃくごねん）は、西暦（ローマ暦）による年。
当時、古代ローマにおいては、「ウォルススとトゥベルトゥスが共和政ローマ執政官に就任した年」として知られていた。紀元前1世紀の共和政ローマ末期以降においてはローマ建国紀元249年とされた。紀年法として西暦（キリスト紀元）がヨーロッパで広く普及した中世時代初期以降、この年は紀元前505年と表記されるのが一般的となった。

## 他の紀年法
- 干支 : 丙申
- 日本
  - 皇紀156年
  - 懿徳天皇6年
- 中国
  - 周 - 敬王15年
  - 魯 - 定公5年
  - 斉 - 景公43年
  - 晋 - 定公7年
  - 秦 - 哀公32年
  - 楚 - 昭王11年
  - 宋 - 景公12年
  - 衛 - 霊公30年
  - 陳 - 懐公元年
  - 蔡 - 昭侯14年
  - 曹 - 靖公元年
  - 鄭 - 献公9年
  - 燕 - 平公19年
  - 呉 - 闔閭10年
- 朝鮮
  - 檀紀1829年
- ベトナム :
- 仏滅紀元 : 40年
- ユダヤ暦 : 3256年 - 3257年

## できごと

### 共和政ローマ
- ローマとサビニ族との戦争が始まる。（紀元前504年に終結。）

### 中国
- 呉軍が楚に侵攻した隙をついて、越が呉を攻撃した。
- 秦が申包胥の援軍要請を受けて楚を救援し、呉の夫概を沂で破った。
- 楚の子西が呉軍を軍祥で破った。
- 楚の子期と秦の子蒲が唐を滅ぼした。
- 魯の陽虎が仲梁懐を追放し、公何藐を殺し、季孫斯（季桓子）と盟約して、国内の粛清を敢行した。
- 楚の昭王が郢に帰還した。
- 晋の士鞅が鮮虞を包囲した。